# Georgij Lisicyn
Georgij Michajlovič Lisicyn (in russo Георгий Михайлович Лисицын?; San Pietroburgo, 11 ottobre 1909 – Leningrado, 20 marzo 1972) è stato uno scacchista sovietico, Maestro Internazionale.
Vinse tre volte (1933, 1939, 1947) il campionato di Leningrado.
Partecipò alla finale di diversi Campionati sovietici; ottenne il miglior risultato con il terzo posto nel campionato del 1933 a Leningrado (vinse Michail Botvinnik).
Nel 1946 fu 2º nel torneo di Helsinki dietro a Vjačeslav Ragozin.
Gli è attribuita la paternità, assieme a Vasja Pirc, del gambetto Pirc-Lisicyn:
 1. Cf3 f5 2. e4 
dopo 2.fxe4 il Bianco prosegue con 3.Cg5. Come molti gambetti, può dar luogo a svolgimenti piuttosto violenti; i giudizi dei teorici sulla sua corretezza sono discordi, ma ha il vantaggio di uscire dalle vie battute della difesa olandese.

## Partite scelte
- Vladimir Alatorcev - Georgij Lisicyn, Campionato URSS 1931  Nimzoindiana E21
- Georgij Lisicyn - Vjačeslav Ragozin, Leningrado 1934  Francese C00
- Georgij Lisicyn - Fedir Bohatyrčuk, Campionato URSS 1934  Inglese A15
- Emanuel Lasker - Georgij Lisicyn, Mosca 1935  Inglese A28
- Vasilij Smyslov - Georgij Lisicyn, Campionato di Mosca 1942 Francese C02
- David Bronštejn - Georgij Lisicyn, Semifinale URS-ch 1947  Siciliana chiusa B24
- Georgij Lisicyn - Ratmir Cholmov, Campionato URSS 1954  Zuckertort A06
- Georgij Lisicyn - Michail Tal', Riga 1954  Est-indiana E67
- Viktor Korčnoj - Georgij Lisicyn, Campionato URSS 1955  Inglese A25